# سیارک ۲۵۸۷۰
سیارک ۲۵۸۷۰ (به انگلیسی: 25870 Panchovigil، نامگذاری:2000KB14)۲۵۸۷۰مین سیارک کشف شده‌است که در ۲۸ مه ۲۰۰۰ کشف شد.